# Alexandre Kassin
Alexandre Kamal Kassin (* 1974 in Rio de Janeiro) ist ein brasilianischer Musikproduzent, Sänger, Komponist und Multi-Instrumentalist. Er selbst zählt zu den bekannten Köpfen der Avantgarde-Szene Brasiliens.

## Karriere
Kassin gründete zusammen mit Moreno Veloso und Domenico Lancelotti die Gruppe +2. („+2“ steht dabei für einer plus zwei weitere) Seine frühen Alben zeichnen sich durch eine ziemlich schwerverdauliche, seltsame Musik aus. So erstellte er beispielsweise ein Album,  das auf den Tönen eines Game Boys basierte. Er deckt damit ein breites Spektrum der Musikrichtungen ab, von tropischer, elektroakustischer Musik bis hinzu Stücken, die dem Genre Garage House zuzuordnen sind.
Kassin ist der Leiter des Orquestra Imperial und als Produzent für Acts wie Bebel Gilberto oder Marisa Monte tätig.
Im Jahr 2008 komponierte er die Musik für die Anime-Fernsehserie Michiko to Hatchin, die in einem fiktiven, Brasilien nachempfundenen Land spielt.
Unter eigenem Namen veröffentlichte er die Alben "Free U.S.A (Sob o pseudônimo de Artificial)" (2005), "Sonhando Devagar" (2011) und "Relax" (2018).

## Diskografie der +2s
- Moreno+2: Máquina de Escrever Música (2000, ROCKiT!)[2]
  - durch das Label Luaka Bop auch als Moreno Veloso+2: Music Typewriter (2001) und später Moreno+2: Music Typewriter (2005)
- Domenico+2: Sincerely Hot (2003)
- Kassin+2: Futurismo (2007)